# Crystal Empire
Crystal Empire är det tyska power metal-bandet Freedom Calls andra studioalbum. Det släpptes 2001 av skivbolaget Steamhammer. Efter att skivan givits ut hoppade gitarristen Sascha Gerstner av bandet. Han gick senare med i Helloween.

## Låtlista
1. "The King of the Crystal Empire" – 0:32
2. "Freedom Call" – 5:32
3. "Rise Up" – 4:05
4. "Farewell" – 4:06
5. "Pharao" – 4:42
6. "Call of Fame" – 4:14
7. "Heart of the Rainbow" – 4:35
8. "The Quest" – 7:34
9. "Ocean" – 5:09
10. "Palace of Fantasy" – 4:47
11. "The Wanderer" – 3:45

## Medverkande
Musiker
- Chris Bay – sång, gitarr
- Sascha Gerstner – gitarr
- Ilker Ersin – basgitarr
- Dan Zimmermann – trummor

Bidragande musiker
- Rolf Köhler - sång
- Olaf Senkbeil - sång
- Janie Dixon - sång
- Mitch Schmitt - sång
- Stefan Hiemer - basgitarr
- Ferdy Doernberg - piano, keyboard

Produktion
- Charlie Bauerfeind – producent
- Chris Bay – producent
- Dan Zimmermann – producent
- Paul Raymond Gregory - omslagskonst
- Henjo Richter - konst, design
- Axel Jusseit – foto